# Presidente de El Salvador
O Presidente de El Salvador é o chefe de Estado e de Governo da República de El Salvador.
Em 1824, a Alcaldía Mayor de Sonsonate e a Intendencia de San Salvador se uniram formando o Estado de El Salvador, ligado aos Estados Unidos da América Central. De acordo com a lei federal os governantes recebiam o título de chefe supremo até 1841, quando El Salvador declarou sua independência, sendo seus governantes denominados presidentes. Posteriormente, são reconhecidas quatro etapas com características particulares: o período pós-federativo, a república cafeeira, os governos militares e os governos civis.

## Disposições gerais
O Presidente de El Salvador deve ser salvadorenho de nascimento, de mãe e pai salvadorenhos; laico e com mais de 30 anos de idade. O Presidente pode ser reeleito uma vez consecutiva a partir de 2021, e o mandato tem duração de 5 anos. O Presidente da República só pode ser eleito por meio de candidatura por um partido político.
O Presidente da República ocupa o cargo de Comandante Geral das Forças Armadas e sua renúncia só pode ser aceita pela Assembleia Legislativa. O Presidente da República exerce o papel de Chefe de Estado e de líder do governo.